# Montserrat Abelló
Montserrat Abelló i Soler (Tarragona, 1 de fevereiro de 1918 — Barcelona, 9 de setembro de 2014) foi uma poetisa e tradutora espanhola, de língua catalã.

## Biografia
Nascida em Tarragona, Abelló passou a infância e a juventude entre várias localidades além de sua cidade natal, como Cádiz, Londres e Cartagena, acompanhando as viagens do pai por motivos de trabalho.
Durante o período do franquismo, se exilou na França, no Reino Unido (onde realizou trabalho de socorro para refugiados), e mais tarde no Chile, onde viveu cerca de 20 anos, até regressar a Barcelona em 1960. Além de escrever, também traduziu autores como Agatha Christie, Iris Murdoch, E. M. Forster, Adrienne Rich, Anne Sexton, Denise Levertov, Margaret Atwood, Anne Stevenson e, sobretudo, Sylvia Plath, de quem recebeu forte influência.
Com longo compromisso com o feminismo literário, foi uma das fundadoras do Comitè d’Escriptores del Centre Català (Comissão de Escritoras do Centro Catalão) do PEN em 1995.
Montserrat Abelló recebeu prêmios como o Premi d'Honor de les Lletres Catalanes, o Prêmio Nacional de Cultura da Generalidade da Catalunha, o Prêmio da Crítica Serra d'Or, a Lletra d'Or, e o da Prêmio da Associació d’Escriptors en Llengua Catalana.
Em 1998, recebeu a Creu de Sant Jordi, e em 2006 foi a poetisa de honra do VI Festival de Poesia de Sant Cugat.

### Morte
Montserrat Abelló morreu em 9 de setembro de 2014 aos 96 anos.

## Obras
- 1963 Vida diària

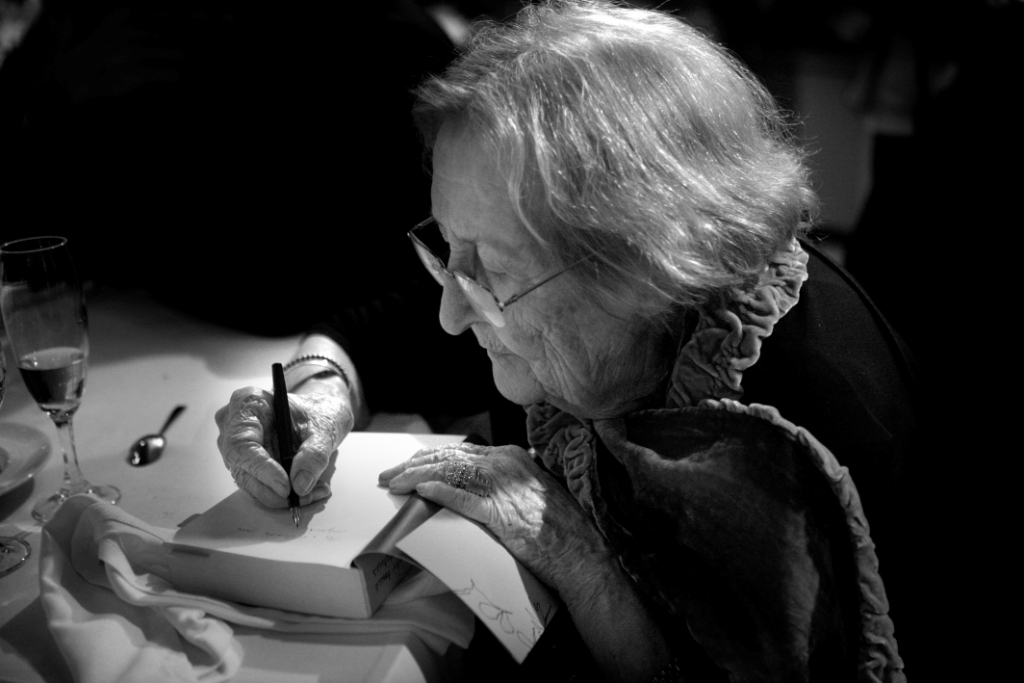
Montserrat Abelló.

- 1981 Vida diària. Paraules no dites
- 1986 El blat del temps
- 1990 Foc a les mans
- 1995 L'arrel de l'aigua
- 1995 Són màscares que m'emprovo...
- 1998 Dins l'esfera del temps
- 2002 Al cor de les paraules. Obra poètica 1963-2002
- 2004 Asseguda escrivint
- 2006 Memòria de tu i de mi
- 2009 El fred íntim del silenci